# Kęstutis Navickas (Badminton)
Kęstutis Navickas (* 13. Januar 1984 in Kaunas, damals Sowjetunion, heute Litauen) ist ein litauischer Badmintonspieler.

## Karriere
2008 nahm Kęstutis Navickas an den Olympischen Spielen teil. Er startete dabei im Herreneinzel und wurde nach zwei Siegen in seinen ersten Matches überraschend Neunter. Des Weiteren gewann er die Lithuanian International und die Estonian International. Mit dem 1. BC Bischmisheim wurde er als Legionär 2008 deutscher Mannschaftsmeister. In seiner Heimat ist er seit 2004 Serienmeister im Einzel und Doppel. Lediglich jeweils einmal konnte er in beiden Disziplinen bis 2010 von nationalen Konkurrenten bezwungen werden.
Mit 19 Jahren kam Navickas in Deutschland an. 2004 war er der erste Ausländer im Club TV Refrath, wo er dann von 2005 bis 2006 spielte. 2005 nahm er an den Weltmeisterschaften in Kalifornien und 2012  an „Bitburger Badminton Open Grand Prix Gold“ teil. 2010 verließ Navickas Deutschland, wo er seit 2007 für den  Badminton-Bundesligist 1. BC Bischmisheim (BCB) spielte. Navickas  wechselte zum russischen Verein Nischni Nowgorod.
Er arbeitet jetzt als Trainer in eigener Badminton-Sportschule (Kęstučio Navicko badmintono akademija) in der litauischen Hauptstadt Vilnius.

## Erfolge
| Saison    | Veranstaltung                            | Disziplin    | Platz | Name |
| --------- | ---------------------------------------- | ------------ | ----- | --- |
| 2001      | Litauen: Juniorenmeisterschaften         | Mixed        | 1     | Kęstutis Navickas / Kristina Dovidaitytė |
| 2001      | Litauen: Juniorenmeisterschaften         | Herreneinzel | 1     | Kęstutis Navickas |
| 2001      | Litauen: Juniorenmeisterschaften         | Herrendoppel | 1     | Kęstutis Navickas / Klaudijus Kašinskis |
| 2002      | Litauen: Einzelmeisterschaften           | Herrendoppel | 1     | Aivaras Kvedarauskas / Kęstutis Navickas |
| 2003      | Litauen: Juniorenmeisterschaften         | Herreneinzel | 1     | Kęstutis Navickas |
| 2003      | Litauen: Juniorenmeisterschaften         | Herrendoppel | 1     | Kęstutis Navickas / Klaudijus Kašinskis |
| 2004      | Litauen: Einzelmeisterschaften           | Herrendoppel | 1     | Kęstutis Navickas / Klaudijus Kašinskis |
| 2004      | Litauen: Einzelmeisterschaften           | Herreneinzel | 1     | Kęstutis Navickas |
| 2004      | Litauen: Einzelmeisterschaften           | Mixed        | 1     | Kęstutis Navickas / Ugnė Urbonaitė |
| 2005      | Lettland: Internationale Meisterschaften | Mixed        | 1     | Kęstutis Navickas / Kamila Augustyn |
| 2005      | Litauen: Einzelmeisterschaften           | Herrendoppel | 1     | Kęstutis Navickas / Klaudijus Kašinskis |
| 2005      | Litauen: Einzelmeisterschaften           | Herreneinzel | 1     | Kęstutis Navickas |
| 2006      | Lithuanian International                 | Herreneinzel | 1     | Kęstutis Navickas |
| 2006/2007 | Estonian International                   | Herreneinzel | 1     | Kęstutis Navickas |
| 2007      | Litauen: Einzelmeisterschaften           | Mixed        | 1     | Kęstutis Navickas / Indrė Starevičiūtė |
| 2007      | Litauen: Einzelmeisterschaften           | Herrendoppel | 1     | Kęstutis Navickas / Klaudijus Kašinskis |
| 2007      | Litauen: Einzelmeisterschaften           | Herreneinzel | 1     | Kęstutis Navickas |
| 2007/2008 | Deutsche Mannschaftsmeisterschaft        | Mannschaft   | 1     | 1. BC Bischmisheim (Jochen Cassel, Vladislav Druzchenko, Michael Fuchs, Kristof Hopp, Kęstutis Navickas, Marcel Reuter, Roman Spitko, Thomas Tesche, Xu Huaiwen, Johanna Persson) |
| 2008      | Olympia                                  | Herreneinzel | 9     | Kęstutis Navickas |
| 2008      | Uganda International                     | Herreneinzel | 1     | Kęstutis Navickas |
| 2008      | Litauen: Einzelmeisterschaften           | Herreneinzel | 1     | Kęstutis Navickas |
| 2008      | Litauen: Einzelmeisterschaften           | Mixed        | 1     | Kęstutis Navickas / Akvilė Stapušaitytė |
| 2010      | Canadian International                   | Herreneinzel | 1     | Kęstutis Navickas |
| 2010      | Litauen: Einzelmeisterschaften           | Herreneinzel | 1     | Kęstutis Navickas |
| 2010      | Litauen: Einzelmeisterschaften           | Herrendoppel | 1     | Kęstutis Navickas / Klaudijus Kašinskis |
| 2011      | Litauen: Einzelmeisterschaften           | Herreneinzel | 1     | Kęstutis Navickas |
| 2011      | Litauen: Einzelmeisterschaften           | Herrendoppel | 1     | Kęstutis Navickas / Klaudijus Kašinskis |
| 2012      | Bulgarian International                  | Herreneinzel | 1     | Kęstutis Navickas |
| 2015      | Europaspiele 2015                        | Herreneinzel | 3     | Kęstutis Navickas |